# Nicolai Bøgh
 Ikke at forveksle med Nikolaj Bøgh.
Nicolai Seidelin Bøgh (12. maj 1843 i Skamstrup Præstegård – 13. oktober 1905 på Frederiksberg) var en personalhistorisk forfatter og digter samt lærer ved Flådens Skoler fra 1871.
Han var søn af sognepræst til Skamstrup og Frydendal (senere sognepræst i Gamtofte og provst i Båg Herred) Nicolaj Seidelin Bøgh (1805-1880) og Charlotte Bøgh, f. Dons (1816-1888), datter af forfatteren Poul Dons. Han var bror til Frederik Bøgh og til godsinspktør Otto Bøgh. 1876 blev han gift med (Anna Regitze) Theodora Lundgren (1853-1928), datter af urmager i Malmø Göran Tycho Lundgren og hustru Frederikke, f. Lose.
Nicolai Bøgh fik sin skolegang i København fra 1861, hvor han boede hos sin onkel, sognepræst ved Garnisonskirken Nicolai Gottlieb Blædel og her stiftede bekendtskab med mange store personligheder i det københavnske kulturliv. Han blev student 1866 fra Borgerdydskolen i København. Herefter begyndte han at læse teologi, men skiftede hurtigt til litteratur.
Bøgh fik sin litterære debut 1872 (med skuespillet De Hvide Roser, som han skrev sammen med William Bloch). Han var forfatter til en række digtsamlinger (særligt Digte, 1875 og De Nygiftes Sange, 1880) og til talrige større og mindre biografier over navnlig danske forfattere og kustnere fra 1800-tallet, bl.a. kunstnerægteparret Elisabeth og Jens Adolf Jerichau, som han havde lært at kende i N.G. Blædels præstegård i Bredgade. Hovedværket er Christian Winther, et Livsbillede I-III 1893-1901. Som påskønnelse af hans forfatterskab blev Bøgh udnævnt til titulær professor 1890 og Ridder af Dannebrog 1897.
Han kom sidst i 1860'erne i forbindelse med H.C. Andersen, som allerede kendte hans bror Frederik. Andersen satte stor pris på Nicolaj Bøgh, som ledsagede den aldrende forfatter på dennes sidste udlandsrejse til Schweiz og Italien 1873. Bøgh nedskrev ved denne og andre lejligheder adskillige små erindringsstumper, som H.C. Andersen fortalte ham, specielt vedrørende hans barndom og ungdom. 
Nicolai Bøgh udgav sammen med Carl Steen Andersen Bille efter Andersens testamentariske bestemmelse Breve til H.C. Andersen 1877 og Breve fra H.C. Andersen 1878 I-II.
Han er begravet på Frederiksberg Ældre Kirkegård.